# Andemantunnum
Pour un article plus général, voir Langres.
 (septembre 2024).
Andematunum (ou Andemantunnum) est le nom gallo-romain de la ville Langres, la capitale des Lingons. Les mentions de ce nom se retrouvent sur les bornes milliaires (en abrégé AND), la Table de Peutinger et l'Itinéraire d'Antonin.

## Toponymie
Andemantunnum est composé de la particule intensive ande et matu « ours », attesté en toponymie, par exemple Matauonium (Cabasse, Var) ou Matouium (Grande-Bretagne), avec le suffixe -unnum, celui de Cernunnos ; le sens pourrait être : « grand oppidum des ours ». Rebaptisée Langres sous le règne d'Auguste, lors de la réorganisation de la Gaule, en empruntant le nom du peuple gaulois Lingon dont elle était la capitale, Lingonae ou Civitas Lingonum.

## Histoire
On doit à plusieurs historiens romains les premières mentions de la cité lingonne.
Tacite raconte la non-intervention des Lingons lors du soulèvement de certains peuples contre le pouvoir autoritaire de Néron. L'empereur éliminé, son successeur, Galba, punit ceux qui n'avaient pas participé à la révolte, les Lingons entre autres.

### L'échec de Julius Sabinus
Après cet épisode, les Lingons s'allièrent à Vitellius dans sa lutte contre Othon, qui s'était proclamé empereur après avoir assassiné Galba. Profitant de ces troubles, Vespasien se fit proclamer empereur, mais cette situation plus que troublée poussa à des tentatives de prise de pouvoir individuelles. C'est ce moment que choisit le lingon Julius Sabinus pour tenter de s'imposer en se proclamant à son tour empereur.
En 70, cependant, le congrès des cités gauloises réuni à Durocortorum (Reims) demanda aux révoltés de cesser le soulèvement. Sabinus s'enfuit par un souterrain de sa villa qu'il avait préalablement incendiée pour faire croire à son décès. Il se réfugia pendant presque dix ans dans une grotte, traditionnellement située aux sources de la Marne, avec sa femme Éponine. Le calme revenu, Sabinus et Eponine se rendirent à Rome pour implorer le pardon de l'empereur Vespasien. Insensible à leur requête, il les fit exécuter tous les deux. Dion Cassius et Plutarque firent de cet épisode de l'histoire langroise une version romancée.
La pax romana s'installa à nouveau sur le territoire lingon. Jusque vers la seconde moitié du IIIe siècle où commencèrent les incursions des Francs vers Durocortorum (Reims) et les Alamans vers Lugdunum (Lyon). Leur jonction s'opéra au sud de Langres qu'ils détruisirent. Les empereurs tentèrent de contenir leurs poussées.

### La victoire de Constance Chlore
Dans les Chroniques de Jean Zonaras, c'est ainsi au pied de la citadelle lingonne que l'empereur Constance Chlore battit les Alamans, probablement vers 298 – 300. L'empereur, mis d'abord en fuite, voulut se réfugier dans la cité avec sa troupe. Selon la légende, les portes closes obligèrent celui-ci à se faire hisser au-dessus des murailles à l'aide de cordes. La troupe reformée ressortit ensuite de la cité et massacra, probablement vers Peigney, 60 000 ennemis.
Administrativement, Andematunum faisait partie de la Gaule celtique lors de la conquête romaine par Jules César. La Civitas Lingonum fut rattachée par la suite à la Gaule lyonnaise puis à la Gaule belgique. Sous Domitien, elle dépendit du territoire de la Germanie avant d'appartenir à nouveau à la Lyonnaise, au Bas-Empire.

## Le site
La ville est bâtie sur un éperon barré, entouré par la Marne et la Bonnelle. Elle occupait, au début de l'Empire, en grande partie, la surface de l'actuelle ville, soit presque soixante-dix hectares. Sa population crût alors et atteignit probablement 8 000 habitants.
Les troubles du IIIe siècle et la pression des envahisseurs poussèrent alors l'administration à concentrer la ville derrière des remparts. La partie nord englobait le promontoire et la partie sud de la ceinture passait un peu plus au nord de l'axe des rues actuelles du Petit-Cloitre, de la Boucherie et Boulière. La superficie de la cité fut alors rendue à 25 hectares et abrita entre 2 000 et 3 000 habitants.

## Un important carrefour

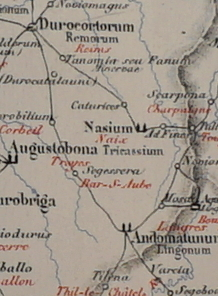
Andemantunnum et l'axe vers Reims à gauche, vers Tullum Leucorum pour Metz, en haut à droite.

La cité constitua, à partir du Ier siècle, un important nœud routier :
La Voie romaine Lugdunum (Lyon) - Augusta Treverorum (Trèves) du réseau Via Agrippa traversait la ville par son cardo. Cet axe était rejoint peu avant l'entrée sud de la cité par la voie la reliant à Vesontio (Besançon). Il ressortait au nord par la Longe Porte et se prolongeait par la Voie romaine Langres-Metz.
Une voie se dirigeait vers le nord-ouest en direction de Durocortorum (Reims), sur l'axe Lugdunum-Gesoriacum (Boulogne-sur-Mer). Cette voie quittait la cité par un petit arc de triomphe intégré au rempart et encore en place de nos jours. Son parcours nord contourne la colline des Fourches et se dirige vers Humes-Jorquenay ; c'est l'actuelle R.N.-19.
Une autre grande voie reliant Autessiodurum (Auxerre) à Argentoratum (Strasbourg) passait par son decumanus et franchissait la Marne vers Peigney.
Vers le sud une voie conduisait à Besançon (Vesontio), D5 - traversant la Saône à Seveux (Segobodum).
Vers le sud-est une autre voie, dont une partie du tracé correspondrait à l'actuelle R.N.-19, conduit à Vesoul après franchissement de la Saône à Port-sur-Saône (Portus-Abucinus).

## Les vestiges
La cité gallo-romaine a été bâtie selon un plan en damier, caractéristique des villes antiques. Le cardo maximus, axe nord-sud, correspond approximativement aux actuelles rue Longue Porte – Rue Diderot et avenue Turenne. Le decumanus maximus, voie perpendiculaire au cardo maximus croisait celui-ci sur l'actuelle place Jeanne Mance.

### La porte romaine
- L'Arc du Marché ou Porte romaine, datant de l'époque augustéenne (vers 20 av. J.-C.), est toujours visible, insérée dans les remparts de la ville.

Des fouilles archéologiques ont mis au jour :
- des tronçons de voies publiques et privées;
- certains ensembles résidentiels de l'époque romaine, avec maisons particulières relativement confortables (comme les actuelles place Bel-Air et place du Musée);
- certains vestiges de remparts, de systèmes hydrauliques (égouts, collecteurs, fontaines, sources), de lieux cultuels, de thermes.

Une vie artisanale existait dans les faubourgs de l'agglomération. Ateliers métallurgiques, taille de la pierre, travail de l'argile constituaient l'essentiel de leur activité.

### Les nécropoles
À l'extérieur de la ville, quatre nécropoles ont été mises au jour, aux quatre points cardinaux de la cité, classiquement situées le long des grandes voies de communication. La construction de la citadelle, au XIXe siècle, à l'emplacement de l' « ancien cimetière », a permis de mettre au jour une collection lapidaire très abondante.
Aujourd'hui, de nombreux objets déposés dans le musée d'Art et d'Histoire témoignent de l'importance de cette capitale antique.

### Vestiges lapidaires
Ils sont composés de plus de 500 blocs répertoriés : mosaïque de Bacchus, stèles funéraires, etc.